# Gong Li (carateca)
Gong Li (16 de agosto de 1999) é uma carateca chinesa, medalhista olímpica.

## Carreira
Formada na Universidade de Esportes de Pequim, Li conquistou a medalha de bronze nos Jogos Olímpicos de Verão de 2020 em Tóquio, após confronto na semifinal contra a azeri Irina Zaretska na modalidade kumite feminina acima de 61 kg. Ela também foi campeã nacional em 2018.